# SoFLY et Nius
soFLY et Nius était un duo de producteurs et de compositeurs de hip-hop, RnB et pop français signés chez APG, Atlantic Records, Warner Chappell. Leur collaboration en tant que duo s'arrête en 2021.

## Biographie
Avant de se rencontrer, Nius (Pierre-Antoine Melki) produit plusieurs chansons sur l'album Mise à jour de M. Pokora, tandis que soFLY (Raphaël Judrin) travaille sur des projets Blue Tape avec le rappeur Vicelow. En France, ils collaborent, entre autres, avec Rohff, la Mafia K'1 Fry, AKH, Cory Gunz, Busta Rhymes, Tony Yayo, Rachel Claudio, Vicelow sur les projets Blue Tape 1 et 2.0, Soprano, Vitaa, Shy'm et la comédie musicale Dracula. Ils collaborent régulièrement avec le guitariste Yoan « Oddfellow » Chirescu.
Aux États-Unis, ils produisent également pour un nombre d'artistes locaux comme Cory Gunz (A Little Taste), le rappeur Tony Yayo, et T. Mills. En particulier, ils produisent la chanson Take You issue de l'album Believe de Justin Bieber, et cinq chansons issues de l'album Wild Ones de Flo Rida  incluant le titre homonyme à succès Wild Ones en featuring avec Sia et le quatrième single I Cry. Ils produisent aussi le single Finally Found You d'Enrique Iglesias,.
Ils sont nommés aux Grammy Awards en 2013 dans la catégorie de « meilleure collaboration rap/chant » pour Wild Ones de Flo Rida en featuring avec Sia,.

## Discographie

### Singles
- 2011 : Flo Rida - Wild Ones (feat. Sia)[13]
- 2012 : Flo Rida - Let It Roll[14]
- 2012 : Flo Rida - I Cry[15]
- 2012 : Enrique Iglesias - Finally Found You (feat. Sammy Adams)[16]
- 2013 : Flo Rida - Sweet Spot (feat. Jennifer Lopez)
- 2013 : Inna - Dame Tu Amor (feat. Reik)
- 2014 : Timeflies - All The Way
- 2014 : Neon Jungle - Welcome To The Jungle
- 2014 : Danny Mercer - Who Are You Loving Now
- 2015 : Flo Rida - I Don't Like It, I Love It (feat. Robin Thicke and Verdine White)[17],[18]
- 2017 : Maitre Gims - Loin (feat. Dany Synthé, SoFLY et Nius)
- 2017 : Tal - D.A.O.W. (Dance All Over the World)
- 2018 : Flo Rida - Sweet Sensation
- 2018 : Mister V - Viano
- 2018 : Gringe - Scanner (feat. Léa Castel)
- 2019 : Austin Mahone - Anxious
- 2019: Old Dominion - Young
- 2021 : Léa Castel & Jenifer - Résister

### Morceaux
- 2009 : Timati - The Boss : Love You (feat. Busta Rhymes and Mariya)
- 2011 : T. Mills - Leaving Home : Scandalous
- 2011 : Flo Rida - Wild Ones : Wild Ones (feat. Sia), Let It Roll*, Sweet Spot (feat. Jennifer Lopez)*, I Cry, Let It Roll, Pt 2 (feat. Lil Wayne)*
- 2011 : Shy'm - Caméléon: Sur La Route
- 2012 : Justin Bieber - Believe : Take You
- 2012 : Enrique Iglesias - Finally Found You (feat. Sammy Adams)
- 2012 : Pitbull - Global Warming : Tchu Tchu Tcha (feat. Enrique Iglesias)
- 2013 : Inna - Party Never Ends : Dame Tu Amor (feat. Reik), Light Up (feat. Reik)
- 2013 : Justin Bieber - Believe Acoustic : Take You
- 2013 : Rich Gang - Rich Gang : Angel (feat. Mystikal, Jae Millz, Ace Hood, Gudda Gudda, Birdman & Mack Maine)
- 2013 : Tal - À l'Infini : À l'infini, Sans un regard
- 2013 : B.o.B - Underground Luxury : Coastline
- 2014 : Kid Ink - My Own Lane : No Miracles (feat. Elle Varner et Machine Gun Kelly)
- 2014 : Timeflies : All The Way
- 2014 : Neon Jungle - Welcome To The Jungle[19]
- 2014 : Future - Honest : Side Effect[20]
- 2014 : Danny Mercer - TBD : Who Are You Loving Now[21]
- 2015 : Fast and Furious 7 - Françoise[22]
- 2015 : Flo Rida - My House (EP) : I Don't Like It, I Love It (feat. Robin Thicke et Verdine White)
- 2015: Robin Schulz - Sugar - 07. Pride (feat. soFLY & Nius)
- 2016 : Flo Rida - TBD : 00. Dirty Mind (feat. Sam Martin)
- 2016 : The Lonely Island - Popstar: Never Stop Never Stopping Soundtrack : 03. Equal Rights (feat. P!nk)
- 2016 : Maitre Gims - Mon cœur avait raison - À contrecœur (Pilule violette) : Loin (feat. Dany Synthé, soFLY et Nius)
- 2016 : Tal - Tal : Beauté particulière, D.A.O.W. (Dance All Over the World)
- 2017 : J Sutta - I Say Yes : Feel Nothing (feat. Hopsin)
- 2017 : Loïc Nottet - Selfocracy : Dirty (feat. Lil Trip)*
- 2018 : Maitre Gims - Ceinture noire : Laissez-Moi Tranquille, Oulala
- 2018 : Flo Rida - TBD : Sweet Sensation
- 2018 : Mister V - TBD : Viano
- 2018 : Maty Noyes - TBD : New Friends
- 2018 : Katelyn Tarver - TBD : Labels, Kool Aid
- 2018 : Logan Henderson - TBD : Pull Me Deep
- 2018 : Gringe - Enfant lune : Konnichiwa, Déchiré (feat. Orelsan), Retourne d’où tu viens, Scanner (feat. Léa Castel)
- 2019 : Austin Mahone - TBD : Anxious
- 2019 : Starboi3 - TBD : One More Time
- 2019 : Maitre Gims - Transcendance : Pirate (feat. J. Balvin)
- 2019 : Old Dominion - TBD : Young
- 2020 : Rome Castille - TBD : Far From Home
- 2020 : Kyle - See You When I am Famous : Money Now (feat. Tyga and Johnny Yukon)
- 2020 : Starboi3 - TBD : Dick (feat. Doja Cat)
- 2021 : Becky G & Burna Boy - TBD : Rotate
- 2021 : Léa Castel & Jenifer : Résister
- 2021 : Tink - TBD : Might Let You (feat. Davido)
- 2021 : Mohamed Ramadan - TBD : Ya Habibi (feat. Gims)

## Ludographie
| Année | Jeu                               | Titre               | Artistes                 | Notes                               |
| ----- | --------------------------------- | ------------------- | ------------------------ | ----------------------------------- |
| 2012  | FIFA 13                           | Let It Roll (Pt. 2) | Flo Rida feat. Lil Wayne |                                     |
| 2013  | Army of Two : Le Cartel du Diable | Double or Nothing   | Big Boi & B.o.B          | Thème officiel, fait avec Oddfellow |

## Distinctions
| Année | Organisme              | Travail nommé | Catégorie                   | Résultat |
| ----- | ---------------------- | ------------- | --------------------------- | -------- |
| 2013  | ASCAP Pop Music Awards | Wild Ones     | Chanson la plus interprétée | Lauréat  |
| 2014  | ASCAP Pop Music Awards | I Cry         | Chanson la plus interprétée | Lauréat  |